# GLSDB

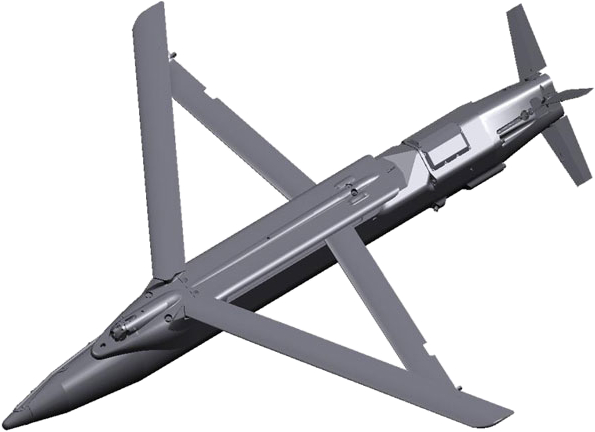
GLSDB

GLSDB (ang. Ground-Launched Small Diameter Bomb) – pocisk precyzyjny o napędzie rakietowym, powstały z połączenia napędu standardowych pocisków kalibru 227 mm używanych przez systemy takie jak M142 HIMARS/M270 MLRS z bombą precyzyjną GBU-39. Pocisk po wystrzeleniu i zużyciu się silnika rakietowego, szybuje i pokonuje dalszy dystans, co wydłuża jego zasięg rażenia do 150 km. Został opracowany przez Boeinga i Saab Group.
GLSDB jest naprowadzany za pomocą GPS i systemu nawigacji bezwładnościowej, co umożliwia mu precyzyjne rażenie wskazanego celu, znacznie dalej niż standardowe pociski rakietowe kalibru 227 mm. Głowica bojowa tego typu efektora jest o 25% cięższa niż w przypadku pocisków GMLRS z HIMARS-a.